# 1er régiment (prussien) d'infanterie (Reichswehr)
Pour les articles homonymes, voir 1er régiment.
Le 1er régiment d'infanterie (prussien) est le nom d'un régiment de la Reichswehr dont le quartier général régimentaire est à Königsberg.

## Histoire
Le régiment est formé le 1er janvier 1921 à partir des 1er, 2e et 9e régiments de fusiliers de la Reichswehr de l'armée de transition. Le 29 mai 1922, le régiment reçoit le nom de l'équipe nationale « prussienne » en plus de son nom. Au fur et à mesure de l'expansion de la Reichswehr, le régiment est divisé lors de la première vague de formation en 1934, formant le régiment d'infanterie de Königsberg et le régiment d'infanterie de Gumbinnen.

### Garnisons
- Königsberg : État-major régimentaire, 1er bataillon, 13e (MW) compagnie et bataillon d'entraînement
- Tilsit : 2e bataillon avec état-major, 5e et 8e compagnies
- Insterbourg : 2e bataillon, 6e et 7e compagnies
- Gumbinnen : 3e bataillon

### Commandants
| Nr. | Nom                          | Début            | Fin             |
| --- | ---------------------------- | ---------------- | --------------- |
| 1.  | Oberst van den Bergh         | 1921             | 1922            |
| 2.  | Oberst Paul Fischer          | 1922             | 1926            |
| 3.  | Oberst Hermann Wülfing       | 1er février 1926 | 31 janvier 1928 |
| 4.  | Oberst Kurt Fischer          | 1er février 1928 | 31 janvier 1929 |
| 5.  | Oberst Woldemar baron Grote  | 1er février 1929 | 31 janvier 1931 |
| 6.  | Oberst Ernst Schaumburg (de) | 1er février 1931 | 31 janvier 1933 |
| 7.  | Oberst Rudolf Lüters         | 1er février 1933 | 31 mai 1935     |

## Organisation

### Affiliation à une unité
Le régiment est sous le commandement du chef d'infanterie I de la 1re division à Königsberg.

## Divers

### Reprise de la tradition
En 1921, le régiment adopte la tradition des anciens régiments,
- 1er, 2e et 3e compagnies : 3e régiment de grenadiers
- 4e compagnie : Troupe d'aviation prussienne
- 5e et 8e compagnies : 41e régiment d'infanterie (de)
- 6e compagnie : 45e régiment d'infanterie
- 7e compagnie : 44e régiment d'infanterie
- 9e compagnie : 155e régiment d'infanterie
- 10e et 12e compagnies : 33e régiment de fusiliers
- 11e compagnie : 46e régiment d'infanterie
- 13e, 14e et 15e compagnies : 1er régiment de grenadiers
- 16e compagnie : 43e régiment d'infanterie (de)

### Personnalités
L'uniforme du régiment avec l'insigne du général est porté par le colonel-général Wilhelm Heye